# Siegesallee

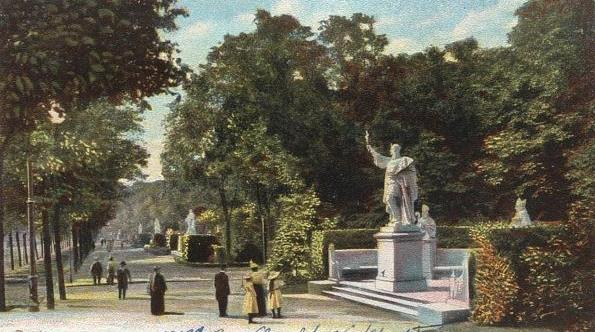
Siegesallee på vykort 1902.

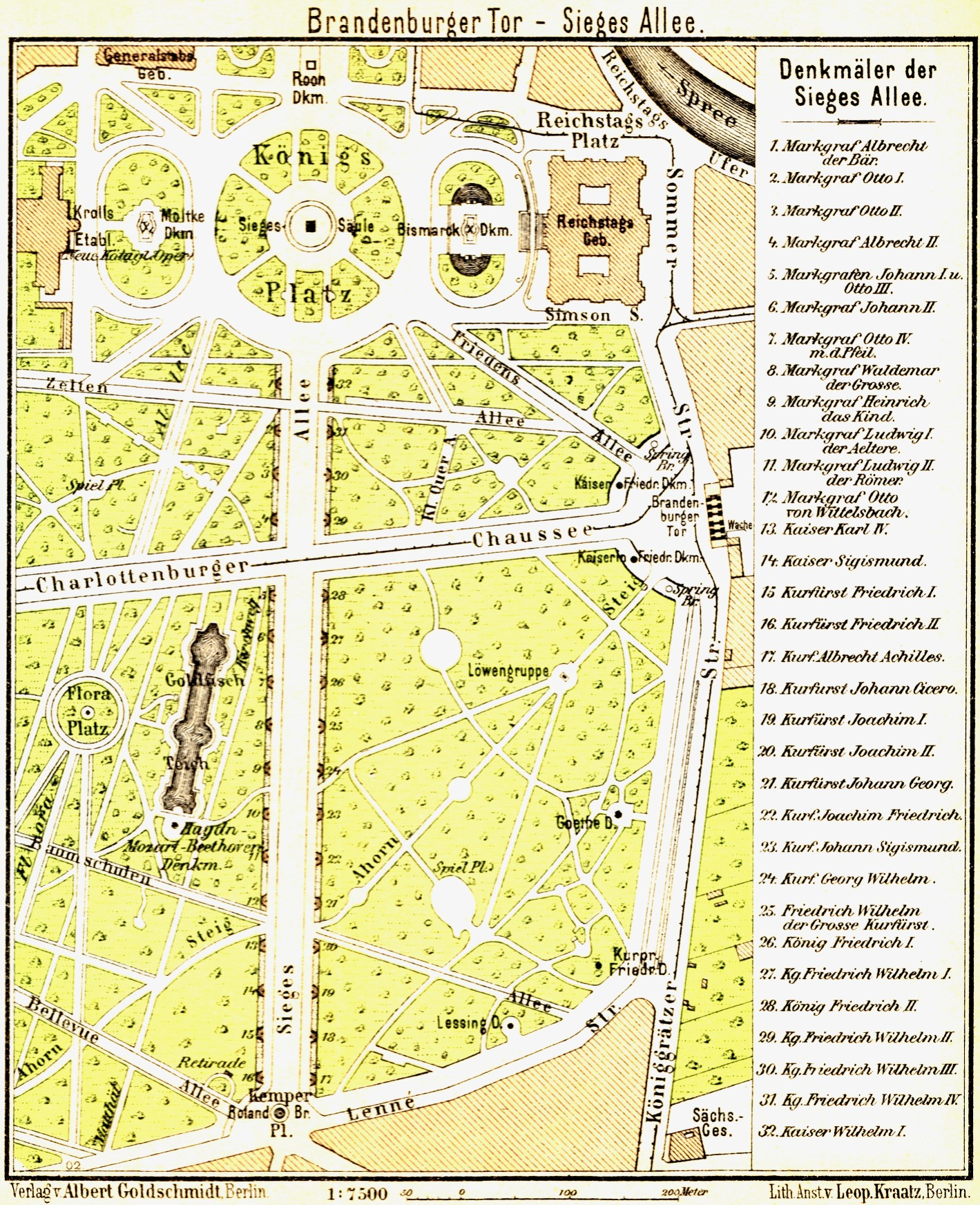
Karta över Siegesallee med samtliga skulpturgrupper från 1902.

Siegesallee var en av kejsar Vilhelm II beställd, 1895 påbörjad och 1901 avslutad, praktboulevard i Tiergarten i Berlin. 32 monument av marmor framställde samtliga markgrevar och kurfurstar av Brandenburg och kungar av Preussen mellan 1157 och 1888. 
Siegesallee byggdes om enligt Albert Speers planer under Nazityskland, och statyerna flyttades från allén.  Efter andra världskriget förvarades statyerna först vid slottet Bellevue, där de grävdes ner för att skyddas.  1978 grävde man åter upp statyerna och ställde ut dem provisoriskt.  Sedan 2009 förvaras statyerna i Zitadelle Spandau, där de är under restaurering.

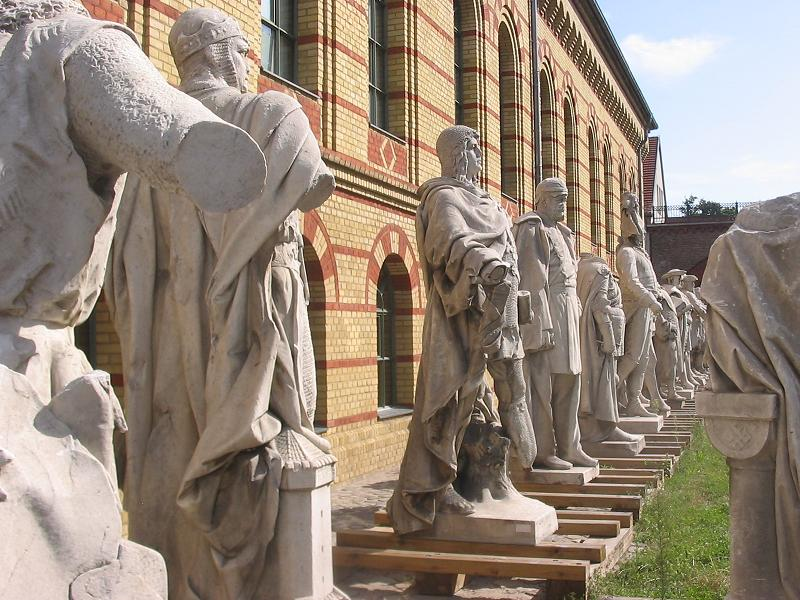
Skulpturerna är sedan 2009 uppställda i Zitadelle Spandau.